# SINGER 4
『SINGER 4』（シンガー・フォー）は、演歌歌手、島津亜矢のカバー・アルバム。

## 解説
2010年より発売がなされたカバー・アルバム・シリーズの第4弾となり、前作『SINGER 3』より約2年ぶりの発売となる。
本作もこれまでのSINGERシリーズ同様、1970年代から1980年代に掛けてヒットした歌謡曲と洋楽から15曲が選曲され、リードとなる中島みゆきの「命の別名」は貫禄たっぷりに歌い上げ、ビリー・ジョエルの「Honesty」はピアノ伴奏をバックにしっとりとした歌い上げ、最終曲となる平原綾香の「Jupiter」はその堂々たる歌唱力を披露するなど、島津の実力と魅力がたくさんつまった構成となっている。
また、ポップスや歌謡曲を歌うに辺り、演歌で見せるこぶしを控え、透明感溢れる声と懐の深い表現力を発揮し、数々の楽曲の新たな一面を見せる形となったのだと言う。

## 収録曲
編曲：田代修二（5,12以外）・吉田弥生（5）・京建輔（12）
1. 命の別名
作詞・作曲：中島みゆき
中島みゆきのカバー
2. 最後の雨
作詞：夏目純
作曲：都志見隆
中西保志のカバー
3. じれったい
作詞：松井五郎
作曲：玉置浩二
安全地帯のカバー
4. Honesty
作詞・作曲：ビリー・ジョエル
ビリー・ジョエルのカバー
5. 難破船
作詞・作曲：加藤登紀子
加藤登紀子のカバー
6. 落陽
作詞・作曲：吉田拓郎
吉田拓郎のカバー
7. YELL
作詞・作曲：水野良樹
いきものがかりのカバー
8. はがゆい唇
作詞：阿木燿子
作曲：羽田一郎
髙橋真梨子のカバー
9. 恋人よ
作詞・作曲：五輪真弓
五輪真弓のカバー
10. 浅草キッド
作詞・作曲：ビートたけし
ビートたけしのカバー
11. サイレント・イヴ
作詞・作曲：辛島美登里
辛島美登里のカバー
12. 見上げてごらん夜の星を
作詞：永六輔
作曲：いずみたく
伊藤素道とリリオ・リズム・エアーズのカバー
13. 魂のルフラン
作詞：及川眠子
作曲：大森俊之
高橋洋子のカバー
14. さよならの向う側
作詞：阿木燿子
作曲：宇崎竜童
山口百恵のカバー
15. Jupiter
作詞：吉元由美
作曲：G. Holst
平原綾香のカバー